# Biassono
Biassono är en ort och kommun i provinsen Monza e Brianza i regionen Lombardiet i Italien. Kommunen hade 12 250 invånare (2018).